# Compsophis
Compsophis – rodzaj węży z rodziny Pseudoxyrhophiidae.

## Zasięg występowania
Rodzaj obejmuje gatunki występujące endemicznie na Madagaskarze. 

## Systematyka

### Etymologia
- Compsophis: gr. κομψος kompsos „elegancki, wytworny”[6]; οφις ophis, οφεως opheōs „wąż”[7].
- Geodipsas: gr. γεω- geō- ziemny-, od γη gē „ziemia”[8]; διψας dipsas, διψαδος dipsados „jadowity wąż, którego ukąszenie wywołuje silne pragnienie”[9]. Gatunek typowy: Tachymenis infralineatus Günther, 1882.

### Podział systematyczny
Do rodzaju należą następujące gatunki:
- Compsophis albiventris Mocquard, 1894
- Compsophis boulengeri (Peracca, 1892)
- Compsophis fatsibe (Mercurio & Andreone, 2005)
- Compsophis infralineatus (Günther, 1882)
- Compsophis laphystius (Cadle, 1996)
- Compsophis vinckei (Domergue, 1988)
- Compsophis zeny (Cadle, 1996)